# Reactor de investigación

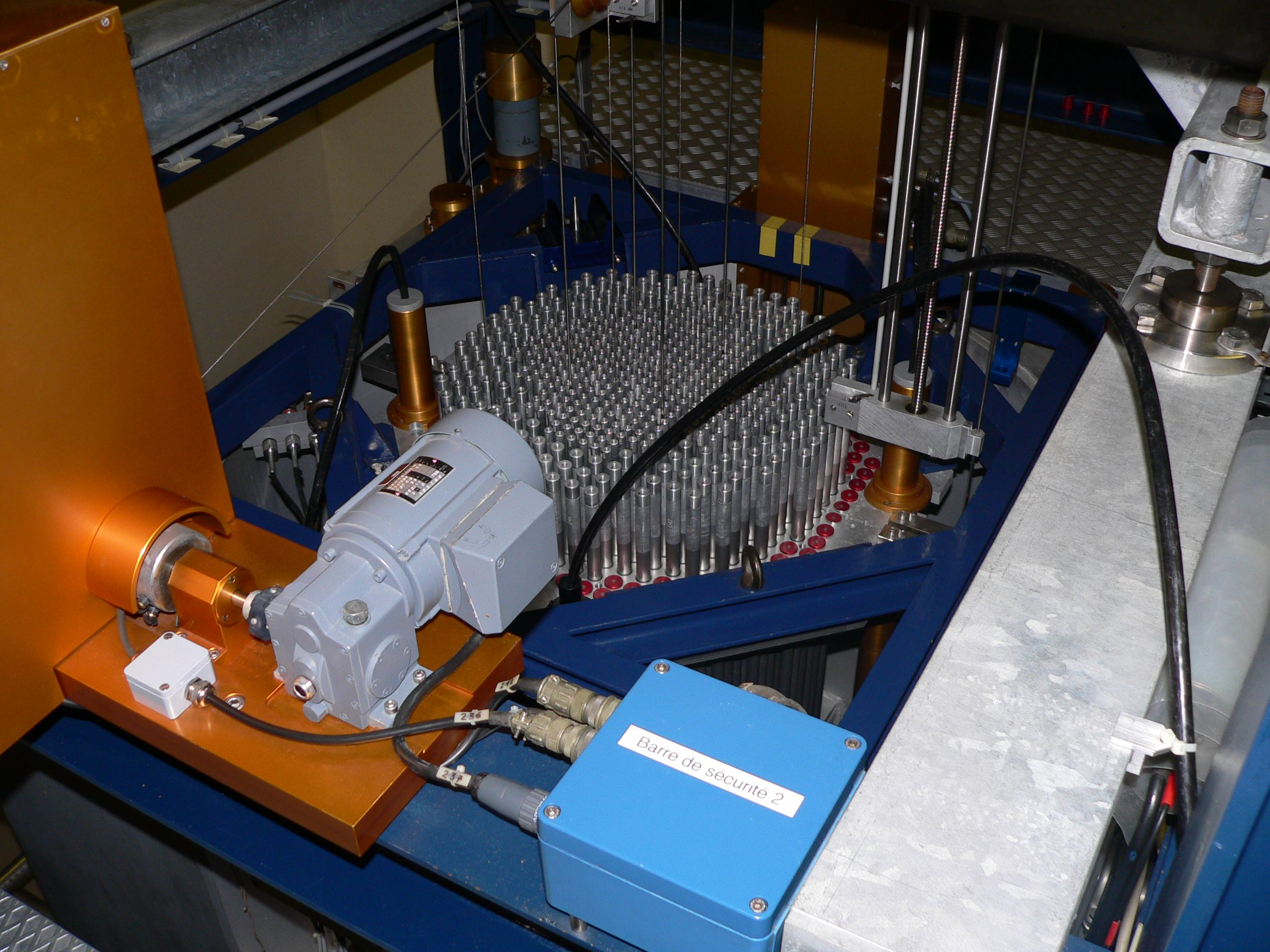
El reactor de investigación CROCUS de la Escuela Politécnica Federal de Lausana, en Suiza

Los reactores de investigación son instalaciones de fisión basadas en reactores nucleares que sirven principalmente como fuente de neutrones. También se les llama reactores sin potencia, a diferencia de los reactores que se utilizan para la producción de electricidad, la generación de calor o la propulsión marina.

## Propósito
Los neutrones producidos por un reactor de investigación se utilizan para ensayos de dispersión de neutrones; pruebas no destructivas; análisis y ensayo de materiales; producción de radioisótopos; y educación y divulgación pública. Aquellas instalaciones que producen radioisótopos para uso médico o industrial a veces se denominan reactores de isótopos. Los reactores que están optimizados para experimentos de haces en línea compiten con las instalaciones de generación de neutrones por espalación.

## Aspectos técnicos
Los reactores de investigación son más simples que los reactores de potencia y funcionan a temperaturas más bajas. Necesitan mucho menos combustible y se acumulan muchos menos productos de la fisión nuclear a medida que se utiliza el combustible. Por otro lado, su combustible requiere más uranio altamente enriquecido, por lo general hasta un 20% de U-235, aunque algunos modelos requieren hasta el 93% de U-235. Si bien el enriquecimiento al 20% generalmente no se considera utilizable en armas nucleares, el 93% se conoce comúnmente como de "grado de armamento". También tienen una densidad de potencia muy alta en el núcleo, lo que requiere características de diseño especiales. Al igual que los reactores de potencia, el núcleo necesita enfriamiento, típicamente por convección natural o forzado con agua, y se requiere un material moderador para disminuir la velocidad de los neutrones y mejorar la fisión. Como la producción de neutrones es su función principal, la mayoría de los reactores de investigación emplean reflectores para reducir la pérdida de neutrones del núcleo.

## Conversión a funcionamiento con uranio poco enriquecido
El Organismo Internacional de la Energía Atómica y el Departamento de Energía de los Estados Unidos iniciaron un programa en 1978 para desarrollar medios para convertir los reactores de investigación que utilizaban uranio altamente enriquecido (UAE) para que pudieran usar uranio poco enriquecido (UPE), en apoyo de su política de no proliferación de armas nucleares. Para entonces, Estados Unidos había suministrado reactores de investigación con uranio altamente enriquecido a 41 países como parte de su programa Átomos para la Paz. En 2004, el Departamento de Energía de Estados Unidos amplió su programa de Aceptación del combustible nuclear gastado en reactores de investigación en el extranjero  hasta 2019.
En 2016, un informe de las Academias Nacionales de Ciencias, Ingeniería y Medicina concluyó que la conversión de todos los reactores de investigación al uso de uranio poco enriquecido no se puede completar hasta 2035 como muy pronto. En parte, esto se debe a que el desarrollo de combustible poco enriquecido fiable para reactores de investigación con alto flujo de neutrones, que no sea susceptible a fallos por inflamación, ha sido más lento de lo esperado. En el año 2020 todavía quedaban 72 reactores de investigación de uranio altamente enriquecido.

## Diseñadores y constructores
Si bien en las décadas de 1950, 1960 y 1970 había varias empresas especializadas en el diseño y construcción de reactores de investigación, la actividad de este mercado se enfrió posteriormente, y muchas compañías abandonaron esta actividad.
El mercado se ha consolidado hoy en unas pocas empresas que concentran los proyectos clave a nivel mundial.
La licitación internacional más reciente (1999) para un reactor de investigación fue la organizada por la Australian Nuclear Science and Technology Organisation para el diseño, construcción y puesta en servicio del reactor OPAL. Fueron precalificadas cuatro empresas: Atomic Energy of Canada Limited (AECL), INVAP, Siemens AG y Technicatom. El proyecto fue adjudicado a INVAP, que construyó el reactor. En los últimos años, AECL se retiró de este mercado y las actividades de Siemens y Technicatom se fusionaron en la compañía Areva.

## Clases de reactores de investigación
- Reactor acuoso homogéneo
- Reactor clase Argonaut
- Clase DIDO, seis reactores de alto flujo en todo el mundo
- TRIGA, una clase de gran éxito con más de 50 instalaciones en todo el mundo
- Clase del reactor SLOWPOKE, desarrollada por AECL, Canadá
- Clase del reactor OPAL, desarrollada por INVAP, Argentina
- Reactor de fuente de neutrones en miniatura, basado en el diseño SLOWPOKE, desarrollado por AECL, actualmente exportado por China
- Aerojet General Nucleonics, Modelos 201. Desarrollado por Aerojet General en Estados Unidos. En la década de 2020 había tres de estos reactores en funcionamiento: en la Universidad Estatal de Idaho, en la Universidad de Nuevo México y en la Universidad de Texas A&M.

## Centros de investigación
Puede encontrarse una lista completa en el artículo Anexo:Reactores de investigación nuclear.
Centros de investigación que operan un reactor:
| Nombre del reactor                                                    | País            | Ciudad                  | Institución                                                                            | Nivel de potencia | Fecha de puesta en servicio |
| --------------------------------------------------------------------- | --------------- | ----------------------- | -------------------------------------------------------------------------------------- | ----------------- | --------------------------- |
| Reactor BR2                                                           | Bélgica         | Mol                     | Centro Belga de Investigaciones Nucleares SCK•CEN                                      | 100 MW            |                             |
| Reactor de investigación de Budapest                                  | Hungría         | Budapest                | Centro de Investigación Energética de la Academia de Ciencias de Hungría               | 5 MW              | 1959                        |
| Reactor de formación de la Universidad Tecnológica de Budapest        | Hungría         | Budapest                | Universidad de Tecnología y Economía de Budapest                                       | 100 kW            | 1969                        |
| Reactor ILL High-Flux                                                 | Francia         | Grenoble                | Instituto Laue-Langevin                                                                | 63 MW             |                             |
| RA-6                                                                  | Argentina       | San Carlos de Bariloche | Instituto Balseiro / Centro Atómico Bariloche                                          | 1 MW              | 1982                        |
| Reactor ZED-2                                                         | Canadá          | Deep River (Ontario)    | Laboratorios de Chalk River de la compañía Atomic Energy of Canada Limited             | 200 W             | 1960                        |
| Reactor nuclear McMaster                                              | Canadá          | Hamilton (Ontario)      | Universidad McMaster                                                                   | 5 MW              | 1959                        |
| Reactor universal de investigación nacional                           | Canadá          | Deep River (Ontario)    | Laboratorios de Chalk River de la compañía Atomic Energy of Canada Limited             | 135 MW            | 1957                        |
| Reactores nucleares de Petten                                         | Países Bajos    | Petten                  | Grupo Neerlandés de Investigación y Consultoría Nuclear, EU Joint Research Centre      | 30 kW and 60MW    | 1960                        |
| ORPHEE                                                                | Francia         | Saclay                  | Laboratorio Léon Brillouin                                                             | 14 MW             | 1980                        |
| FRM II                                                                | Alemania        | Garching bei München    | Universidad Técnica de Múnich                                                          | 20 MW             | 2004                        |
| HOR                                                                   | Países Bajos    | Delft                   | Reactor del Instituto de Delft, Universidad Técnica de Delft                           | 2 MW              |                             |
| BER II                                                                | Alemania        | Berlín                  | Helmholtz-Zentrum de Berlín                                                            | 10 MW             |                             |
| Mainz                                                                 | Alemania        | Maguncia                | Instituto de Química de la Universidad de Mainz                                        | 100 kW            |                             |
| TRIGA Mark II                                                         | Austria         | Viena                   | Instituto Atómico de la Universidad Técnica de Viena                                   | 250 kW            | 1962                        |
| IRT-2000                                                              | Bulgaria        | Sofía                   | Centro de investigación de la Academia de Ciencias de Bulgaria                         | 2 MW              |                             |
| Reactor OPAL                                                          | Australia       | Lucas Heights           | Australian Nuclear Science and Technology Organisation                                 | 20 MW             | 2006                        |
| IEA-R1                                                                | Brasil          | São Paulo               | Instituto de Pesquisas Energéticas e Nucleares                                         | 3.5 MW            | 1957                        |
| IRT-2000                                                              | Rusia           | Moscú                   | Instituto de Ingeniería Física de Moscú                                                | 2.5 MW            | 1967                        |
| SAFARI-1                                                              | Sudáfrica       | Pelindaba               | Corporación Sudafricana de Energía Nuclear                                             | 20 MW             | 1965                        |
| Reactor de Aplicación Avanzada de Neutrones de Alto Flujo             | Corea del Sur   | Daejeon                 | Instituto de Investigación de la Energía Atómica de Corea                              | 30 MW             | 1995                        |
| LVR-15                                                                | República Checa | Řež                     | Instituto de Investigaciones Nucleares                                                 | 10 MW             | 1995                        |
| Programa de reactores de la Universidad Estatal de Carolina del Norte | Estados Unidos  | Raleigh                 | Universidad Estatal de Carolina del Norte                                              | 1 MW              | 1953                        |
| Reactor de Isótopos de Alto Flujo                                     | Estados Unidos  | Oak Ridge (Tennessee)   | Laboratorio Nacional Oak Ridge                                                         |                   |                             |
| Reactor de Pruebas Avanzado                                           | Estados Unidos  | Idaho                   | Laboratorio Nacional de Idaho                                                          | 250 MW            |                             |
| Centro de reactores de investigación de la Universidad de Missouri    | Estados Unidos  | Columbia (Misuri)       | Universidad de Misuri                                                                  | 10 MW             | 1966                        |
| Maryland University Training Reactor                                  | Estados Unidos  | College Park (Maryland) | Universidad de Maryland                                                                | 250 kW            | 1970                        |
| Reactor de la Universidad Estatal de Washington                       | Estados Unidos  | Pullman (Washington)    | Universidad Estatal de Washington                                                      | 1 MW              |                             |
| CROCUS                                                                | Suiza           | Lausana                 | Escuela Politécnica Federal de Lausana                                                 |                   |                             |
| Reactor Maria                                                         | Polonia         | Świerk-Otwock           | Centro Nacional de Investigación Nuclear                                               | 30 MW             | 1974                        |
| TRIGA Mark I                                                          | Estados Unidos  | Irvine (California)     | Universidad de California en Irvine                                                    |                   |                             |
| Reactor de formación e investigación TRIGA Mark-II de la ITU          | Turquía         | Estambul                | Universidad Politécnica de Estambul                                                    |                   |                             |
| ETRR-1                                                                | Egipto          | Inshas                  | Centro de Investigación Nuclear                                                        | 2 MW              | 1961                        |
| ETRR-2                                                                | Egipto          | Inshas                  | Centro de Investigación Nuclear                                                        | 22 MW             | 1997                        |
| Reactor de Investigación-1 de Ghana                                   | Ghana           | Acra                    | Instituto Nacional de Investigación Nuclear de la Comisión de Energía Atómica de Ghana | 30 kW             |                             |

Reactores de investigación fuera de servicio:
| Nombre del reactor                | País           | Ciudad               | Institución                                                                                          | Nivel de potencia | Fecha de puesta en servicio | Fecha de cancelación | Desclasificado |
| --------------------------------- | -------------- | -------------------- | --- | ----------------- | --------------------------- | -------------------- | -------------- |
| ASTRA                             | Austria        | Seibersdorf          | Instituto Austriaco de Tecnología                                                                    | 10 MW             | 1960                        | 1999                 |                |
| CONSORT                           | Reino Unido    | Ascot                | Imperial College London                                                                              | 100 kW            |                             |                      |                |
| Reactor JASON                     | Reino Unido    | Greenwich            | Real Colegio Naval                                                                                   | 10 kW             | 1962                        | 1996                 |                |
| MOATA                             | Australia      | Lucas Heights        | Comisión Australiana de la Energía Atómica                                                           | 100 kW            | 1961                        | 1995                 |                |
| Reactor australiano de alto flujo | Australia      | Lucas Heights        | Comisión Australiana de la Energía Atómica                                                           |                   | 1958                        | 2007                 |                |
| HTGR (Pin-in-Block Design)        | Reino Unido    | Winfrith, Dorset     | Organismo Internacional de la Energía Atómica                                                        | 20MWt             | 1964                        | 1976                 | Julio de 2005  |
| DIDO                              | Reino Unido    | Harwell              | Establecimiento de investigación de energía atómica                                                  |                   |                             | 1990                 |                |
| Nuclear Power Demonstrator        | Canadá         | Deep River (Ontario) | Planta de Rolphton de la compañía Atomic Energy of Canada Limited (AECL)                             | 20 MW             | 1961                        | 1987                 |                |
| NRX                               | Canadá         | Deep River (Ontario) | Laboratorios de Chalk River de la compañía Atomic Energy of Canada Limited                           |                   | 1952                        | 1992                 |                |
| Reactor PLUTO                     | Reino Unido    | Harwell              | Establecimiento de Investigación de la Energía Atómica                                               | 26 MW             | 1957                        | 1990                 |                |
| Reactor PTR                       | Canadá         | Deep River (Ontario) | Laboratorios de Chalk River de la compañía Atomic Energy of Canada Limited                           | 10 kW             | 1957                        | 1990                 |                |
| Reactor WR-1                      | Canadá         | Pinawa (Manitoba)    | Laboratorios Whiteshell de la compañía Atomic Energy of Canada Limited                               | 60 MW             | 1965                        | 1985                 |                |
| Reactor ZEEP                      | Canadá         | Deep River (Ontario) | Laboratorios de Chalk River de la compañía Atomic Energy of Canada Limited                           |                   | 1945                        | 1973                 |                |
| More Hall Annex                   | Estados Unidos | Seattle              | Universidad de Washington                                                                            | 100 kW            | 1961                        | 1988                 |                |
| Reactor Ewa                       | Polonia        | Świerk-Otwock        | Instituto de la Energía Nuclear POLATOM                                                              | 10 MW             | 1958                        | 1995                 |                |
| FiR 1                             | Finlandia      | Espoo                | Universidad Politécnica de Helsinki, posteriormente Centro de Investigación Técnica VTT de Finlandia | 250 kW            | 1962                        | 2015                 |                |
| RV-1                              | Venezuela      | Caracas              | Instituto Venezolano de Investigaciones Científicas                                                  | 3 MW              | 1960                        | 1994                 |                |